# EOS Rシステム
EOS Rシステム（イオス・アール・システム）は、キヤノンが製造・販売しているミラーレス一眼カメラのうち、RFマウントの規格を採用するシリーズおよびそのブランドである。2018年9月5日に発表され、本システムを採用した最初の製品群は2018年10月25日に発売された。
なお、同社が2012年から展開するミラーレス一眼シリーズである「EOS Mシステム」とは異なり、35mmフルサイズに対応したシステムである。

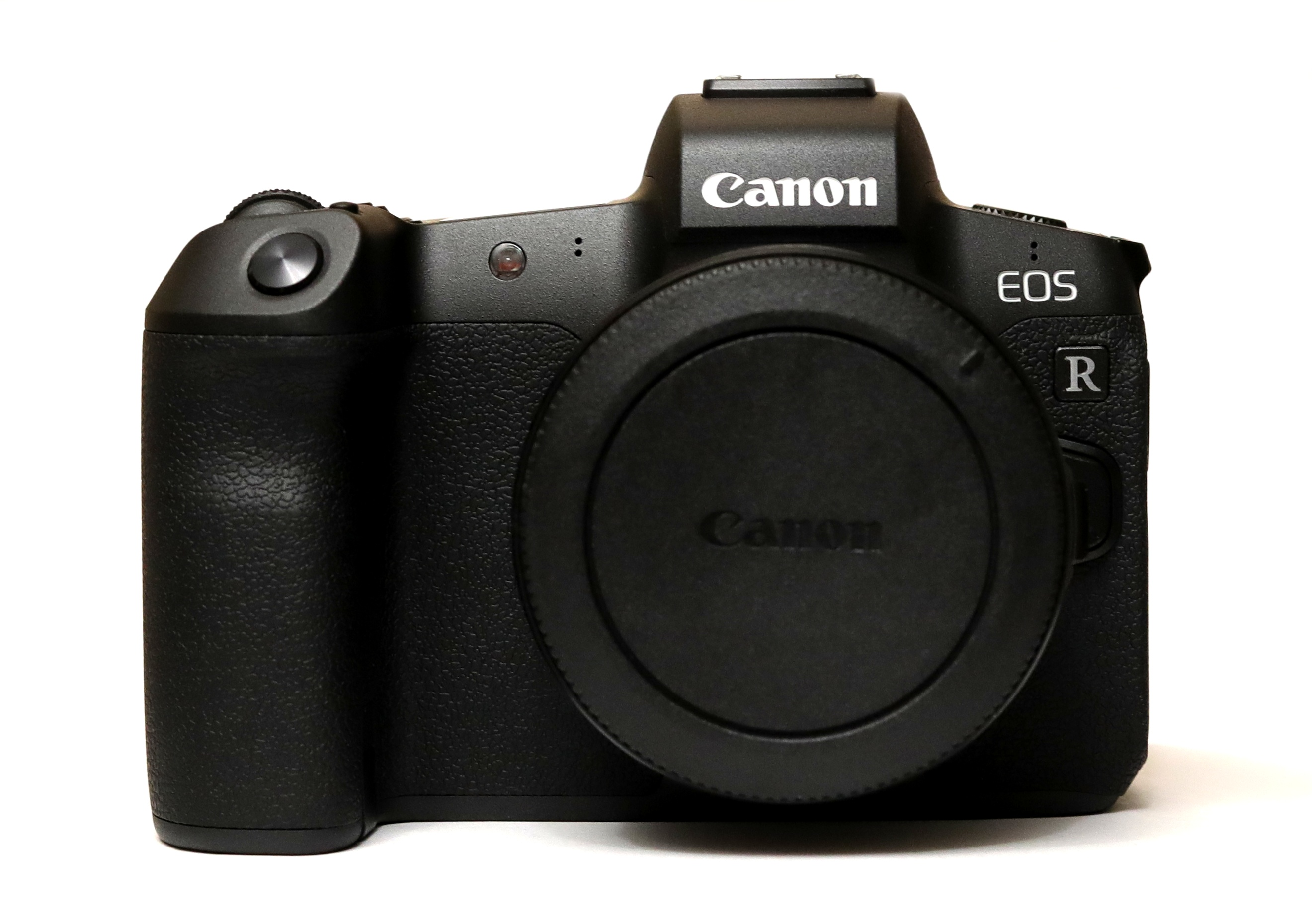
EOS Rシステム初号機であるEOS R

## 概要
2018年9月5日、キヤノンは新規格のRFマウントを発表した。同時に、その初代カメラボディとして「EOS R」、レンズとして「RF24-105mm F4 L IS USM」、「RF50mm F1.2 L USM」、「RF28-70mm F2 L USM」、「RF35mm F1.8 MACRO IS STM」を発表。また、既存のEFマウントレンズをRFマウントのカメラボディで使用するためのマウントアダブターも発表された。これらの製品は同年10月25日に発売された（ただし、RF 35mm F1.8 MACRO IS STMは11月25日、RF 28-70mm F2 L USMは12月20日に発売された）。
EOS Rシステムでは、デュアルピクセルCMOS AFを用いて35mmフルサイズカメラにおいて世界最速0.05秒のAFスピードを実現した。また選択可能エリアもEOSの中ではもっとも広い横88%×縦100%に拡大されている。測距エリア全域でF8／F11光束対応AFが可能。光学ファインダーでは実現できなかった世界初AF低輝度合焦限界 EV－5・6を実現。また、新たにFvモードを搭載しており、すべてをオートにした状態ではプログラムAEとなり、絞りをオートにすればシャッタースピード優先、シャッタースピードをオートにすれば絞り優先モードとして利用できる。小型軽量化を意識して開発された。
2022年5月24日には、EOS Rシリーズとしては初となるAPS-Cサイズの撮像素子を採用した「EOS R7」と「EOS R10」を発表。同時にAPS-C機向けのレンズシリーズである「RF-Sレンズ」も発表された。
2024年5月15日、RFマウントを採用した初のフラッグシップモデルである「EOS R1」の開発が公表され、同年7月17日に正式に発売が発表された。

## 沿革

### 2018年
- 9月5日 EOS Rシステムを発表。カメラボディとして「EOS R」を、RFレンズとして「RF24-105mm F4 L IS USM」、「RF50mm F1.2 L USM」、「RF28-70mm F2 L USM」、「RF35mm F1.8 MACRO IS STM」を、マウントアダプターとして「マウントアダプター EF-EOS R」、「コントロールリング マウントアダプター EF-EOS R」、「ドロップインフィルター マウントアダプター EF-EOS R[注釈 4]）」を発表[1]。
- 10月25日 「EOS R」、「RF24-105mm F4L IS USM」、「RF50mm F1.2L USM」、「マウントアダプター EF-EOS R」、「コントロールリング マウントアダプター EF-EOS R」を発売[2]。
- 11月15日 「RF35mm F1.8 MACRO IS STM」を発売[3]。
- 12月20日 「RF28-70mm F2 L USM」を発売[4]。

### 2019年
- 2月14日 「RF24-240mm F4-6.3 IS USM」、「RF15-35mm F2.8 L IS USM」、「RF24-70mm F2.8 L IS USM」、「RF70-200mm F2.8 L IS USM」、「RF85mm F1.2 L USM」、「RF85mm F1.2 L USM DS」の開発を公表[10][11]。また、「EOS RP」を発表[12][13]。
- 3月14日 「EOS RP」を発売[14]。
- 6月20日 「RF85mm F1.2 L USM」を発売[15]。
- 8月29日 「RF24-240mm F4-6.3 IS USM」を発売[16]。
- 9月27日 「RF24-70mm F2.8 L IS USM」、「RF15-35mm F2.8 L IS USM」を発売[17]
- 11月6日 天体撮影専用カメラ「EOS Ra」を発表[18]。
- 11月21日 「RF70-200mm F2.8 L IS USM」を発売[19]。
- 12月19日 「RF85mm F1.2 L USM DS」を発売[20]。
- 12月5日 「EOS Ra」を発売[21]。

### 2020年
- 2月13日 「RF24-105mm F4-7.1 IS STM」を発表[22]。また、「EOS R5」、「RF100-500mm F4.5-7.1 L IS USM」、「エクステンダー RF1.4×」、「エクステンダー RF2×」の開発を公表[23][24]。
- 7月9日  「EOS R6」、「RF85mm F2 MACRO IS STM」、「RF600mm F11 IS STM」、「RF800mm F11 IS STM」を発表[25][26][27]。また、「EOS R5」、「RF100-500mm F4.5-7.1 L IS USM」、「エクステンダー RF1.4×」、「エクステンダー RF2×」の発売を発表[28][29]。
- 7月30日 「EOS R5」を発売[30]。
- 8月27日 「EOS R6」と「RF100-500mm F4.5-7.1 L IS USM」を同時発売[31]。
- 11月4日 「RF50mm F1.8 STM」と「RF70-200mm F4 L IS USM」を発表[32][33]。

### 2021年
- 4月14日 「EOS R3」の開発を公表[34]。また、「RF100mm F2.8 L MACRO IS USM」、「RF400mm F2.8 L IS USM」、「RF600mm F4 L IS USM」を発表[35][36]。
- 6月29日 「RF14-35mm F4 L IS USM」を発表[37]。
- 9月14日 「EOS R3」の発売を発表[38]。同時に「RF16mm F2.8 STM」と「RF100-400mm F5.6-8 IS USM」を発表[39][40]。
- 10月6日 キヤノン初となるVR用レンズ「RF5.2mm F2.8 L DUAL FISHEYE」を発表[41]。

### 2022年
- 1月19日 「EOS R5C」を発表[42]。
- 2月24日 「RF800mm F5.6 L IS USM」と「RF1200mm F8 L IS USM」を発表[43]。
- 5月24日 EOS Rシステム初となるAPS-C機として「EOS R7」と「EOS R10」を発表[44][45]。また、APS-C機用RFレンズのシリーズを「RF-Sレンズ」として立ち上げると同時に、「RF-S18-45mm F4.5-6.3 IS STM」と「RF-S18-150mm F3.5-6.3 IS STM」を発表[46]。
- 7月12日 「RF24mm F1.8 MACRO IS STM」と「RF15-30mm F4.5-6.3 IS STM」を発表[47][48]。
- 11月2日 「EOS R6 Mark II」と「RF135mm F1.8 L IS USM」を発表[49][50]。また、EOS Rシステム用の外部ストロボである「スピードライト EL-5」を発表[51]。

### 2023年
- 2月8日 「EOS R8」、「EOS R50」、「RF24-50mm F4.5-6.3 IS STM」、「RF-S55-210mm F5-7.1 IS STM」を発表[52][53]。
- 4月20日 「RF100-300mm F2.8 L IS USM」を発表[54]。
- 5月24日 「EOS R100」と「RF28mm F2.8 STM」を発表[55][56]。
- 10月11日 「RF10-20mm F4 L IS STM」を発表[57]。
- 11月2日 「RF24-105mm F2.8 L IS USM Z」、「RF200-800mm F6.3-9 IS USM」、「RF-S10-18mm F4.5-6.3 IS STM」を発表[58][59][60]。また、2種類のパワーズームアダプター（「PZ-E2」と「PZ-E2B」）を発表。

### 2024年
- 5月15日 EOS Rシステムとしては初のフラッグシップ機である「EOS R1」の開発を発表[61]。
- 6月7日 「RF35mm F1.4 L VCM」を発表[62]。
- 6月11日 「RF-S3.9mm F3.5 STM DUAL FISHE」と「RF-S7.8mm F4 STM DUAL」を発売[63][64]。
- 7月17日 「EOS R1」の発売を発表[65]。同時に「EOS R5 Mark II」を発表[66]。

## キヤノン RFマウント
キヤノンRFマウントは内径54mm、フランジバック20mmである。既存のEFマウントと比較すると、内径は不変である一方、ミラーレス化によりフランジバックは大幅に短くなっている。また、EFマウントでは8点だった電子接点の数を12点に増やし、高速かつ大容量な通信ができるようになっている。

## カメラボディ

### 35mmフルサイズ
- キヤノン EOS R
- キヤノン EOS RP
- キヤノン EOS Ra
- キヤノン EOS R1
- キヤノン EOS R3
- キヤノン EOS R5
- キヤノン EOS R5 C
- キヤノン EOS R5 Mark II
- キヤノン EOS R6
- キヤノン EOS R6 Mark II
- キヤノン EOS R8

### APS-Cサイズ
- キヤノン EOS R7
- キヤノン EOS R10
- キヤノン EOS R50
- キヤノン EOS R100